# جياني كولومبو
جياني كولومبو (بالإيطالية: Gianni Colombo)‏ هو فنان ورسام إيطالي، ولد في 1937 في ميلانو في إيطاليا، وتوفي في 3 فبراير 1993 في ميلزو في إيطاليا.